# Groupe Maroc Soir
Le Groupe Maroc Soir est une entreprise d'édition pro-gouvernementale basée à Casablanca, Maroc.

## Historique
Ce groupe est la plus vieille entreprise d'édition du Maroc. Il a été fondé pendant le protectorat français en tant que Mass presse[Quoi ?] par Pierre et Yves Mas. Moulay Ahmed Alaoui a été le fondateur de ce groupe. Il a édité le journal Le Petit Marocain qui a promu le protectorat français au Maroc et ses intérêts. Il a également supporté le gouvernement de Vichy et a été réprimé pour ça après 1945.
Le 1er novembre 1971, pendant la Marocanisation[Quoi ?], l'entreprise a été expropriée et renommée Maroc Soir, éditant Le Matin et Maroc Soir,. En 2001, le groupe a été acquis par l'homme d'affaires Othman Benjelloun et a été revendu en mars 2004 à son actuel propriétaire, Othman Al Omeir, un ancien éditeur en chef de Asharq al-Awsat et actuel propriétaire de Elaph, Il a acquis le groupe pour 16 millions de dollars.

## Journaux
Le groupe possède les journaux suivants : 
- Assahra Al Maghribiya (en)
- Le Matin[10]
- Maroc Soir (en)[10]
- La Mañana - hebdomadaire
- Anciennement Morocco Times (en) - en anglais